# Georg von der Marwitz
Georg Kornelius Adalbert von der Marwitz (Stolp, 7. srpnja 1856. – Wundichow, 27. listopada 1929.) je bio njemački general i vojni zapovjednik. Tijekom Prvog svjetskog rata zapovijedao s više armija i korpusa na Zapadnom i Istočnom bojištu.

## Vojna karijera
Georg von der Marwitz rođen je 7. srpnja 1856. u Stolpu (danas Słupsk u Poljskoj). Sin je Adalberta von der Marwitza, inače satnika u pruskoj vojsci, i Marie Heinrichsdorff. U prusku vojsku stupio je u travnju 1875. služeći u 2. gardijskoj ulanskoj pukovniji u Berlinu. Od listopada 1883. pohađa Prusku vojnu akademiju, te se nakon završetka iste, u srpnju 1886., vraća na službu u 2. gardijsku ulansku pukovniju. U međuvremenu je, u svibnju 1884., promaknut u čin poručnika. Od 1888. služi u Glavnom stožeru, gdje služi iduće tri godine, do 1891., kada je premješten u stožer 36. pješačke divizije u Danzigu. U međuvremenu je, u svibnju 1889., unaprijeđen u čin konjičkog satnika. Od 1892. zapovijeda satnijom u 2. gardijskoj dragunskoj pukovniji "Kaiserin Alexandra" u Berlinu, nakon čega je u prosincu 1894. ponovno premješten u Glavni stožer. Istodobno s tim premještajem, promaknut je u čin bojnika.
Od 1896. raspoređen je u stožer Gardijskog korpusa, da bi 1899. postao zapovjednikom 3. gardijske ulanske pukovnije. U svibnju 1901. promaknut je u čin potpukovnika, dok čin pukovnika, dostiže u travnju 1904. godine. Od listopada 1905. obnaša dužnost načelnika stožera XVIII. korpusa kojim je zapovijedao Hermann von Eichhorn, nakon čega je u svibnju 1907. imenovan zapovjednikom 1. gardijske konjičke brigade. U ožujku 1908. unaprijeđen je u čin general bojnika, da bi u ožujku 1911. postao zapovjednikom 3. pješačke divizije smještene u Stettinu. Istodobno s tim imenovanjem promaknut je u čin general poručnika. Navedenom divizijom zapovijeda do studenog 1912. kada je imenovan za Glavnog inspektora pruske konjice, na kojoj dužnosti dočekuje i početak Prvog svjetskog rata.

## Prvi svjetski rat
Na početku Prvog svjetskog rata Marwitz je dobio zapovjedništvo nad II. konjičkim korpusom s kojim sudjeluje u njemačkom prodoru kroz Belgiju. Zadatak von der Marwitza i njegovog korpusa je bio da napreduje ispred 1. i 2. armije i tako izaziva pomutnju prikrivajući pritom pravi smjer njemačkog prodora. Zapovijedajući navedenim korpusom sudjelovao je u Bitci kod Haelena u kojoj je pretrpio neuspjeh s obzirom na to da svojim jedinicama nije uspio zauzeti strateški važan most koji su branile belgijske snage. Nakon toga Marwitz je sudjelovao u Prvoj bitci na Marni, te u Prvoj bitci na Aisnei u kojoj je II. konjički korpus prebačen u sastav 6. armije bavarskog princa Rupprechta. U listopadu 1914. godine II. konjički korpus u okviru 6. armije sudjeluje u bitkama poznatim pod nazivom Trka k moru, te u Prvoj bitci kod Ypresa.
Njemački Glavni stožer uvidio je da konjica u uvjetima statičnog Zapadnog bojišta ne može biti efikasna tako da je u prosincu 1914. rasformirao II. konjički korpus, a Marwitza, koji je u međuvremenu promaknut u čin generala konjice, premjestio na Istočno bojište gdje je dobio zapovjedništvo nad XXXVIII. pričuvnim korpusom. Zapovijedajući navedenim korpusom Marwitz sudjeluje u Drugoj bitci na Mazurskim jezerima u kojoj kao dio desnog krila 10. armije sudjeluje u opkoljavanju ruskog XX. korpusa. Za zapovijedanje u navedenoj bitci von der Marwitz je 7. ožujka 1915. odlikovan ordenom Pour le Mérite.
U ožujku 1915. Marwitzov XXXVIII. pričuvni korpus je premješten u Karpate na južni dio Istočnog bojišta pri čemu je preimenovan u Beskidski korpus, te Marwitz sudjeluje u suzbijanju ruskih snaga koje su prijetile upadom u Mađarsku. Od srpnja do studenog 1915. Marwitz se zbog bolesti nalazi na dopustu. 
Nakon oporavka, u studenom 1915. dobiva zapovjedništvo nad VI. korpusom koji se nalazio na Zapadnom bojištu. Kada je u srpnju 1916. Brusilovljeva ofenziva zaprijetila probojem fronta, VI. korpus upućen je na Istočno bojište gdje je Marwitz sudjelovao u zaustavljanju ruskog napredovanja. Nakon toga Marwitz je u listopadu 1916. imenovan pobočnikom cara Vilima II, ali je ubrzo u prosincu iste godine dobio novo zapovjedništvo, ovaj put nad 2. armijom koja se nalazila na Zapadnom bojištu.
Zapovijedajući 2. armijom sudjeluje u Bitci kod Cambraia u kojoj su prvi puta masovnu upotrebljavani tenkovi od strane Britanaca. U navedenoj bitci Marwitz uspijeva odbiti britanski napad, a sama bitka je okončana bez odlučujuće pobjede bilo koje strane.
U ožujku 1918. Marwitzova 2. armija sudjeluje u Operaciji Michael prvoj od bitaka Proljetne ofenzive. Iako su njemačke snage znatno napredovale, ipak nisu uspjele probiti frontu što je bio cilj ofenzive.
Marwitzova 2. armija međutim, teško je poražena 8. kolovoza 1918. godine. Naime, tada su saveznici otpočeli Ofenzivu od 100 dana, te su u Bitci kod Amiensa teško porazili Marwitzovu 2. armiju. Saveznici su tada po prvi puta uspjeli probiti njemačku frontu i to u širini od 24 km, te Nijemcima nanijeti teške gubitke tako da je Ludendorff 8. kolovoz 1918. nazvao "crnim danom za njemačku vojsku". Nakon proboja fronta Marwitz je pretrpio poraz kod Bapaumea, te nakon toga kod St. Quentina.

Nakon trećeg poraza Marwitz je zapovjedništvo nad 2. armijom prepustio Adolphu von Carlowitzu, dok je on dobio zapovjedništvo nad 5. armijom koja se nalazila kod Verduna na relativno mirnom dijelu bojišta, a kojom je zapovijedao do kraja rata.

## Poslije rata
Nakon završetka rata Marwitz se u prosincu 1918. umirovio, te povukao iz javnog života. Preminuo je od srčanog udara 27. listopada 1929. godine u Wundichowu (danas Unichowo u Poljskoj). Od 1881. bio je oženjen s Helenom von Kameke, inače kćeri pruskog ministra rata Georga von Kamekea, s kojom je imao petoro djece.

## Vanjske poveznice
(engl.) Georg von der Marwitz na stranici First World War.com

(engl.) Georg von der Marwitz na stranici Historyofwar.com

(engl.) Georg von der Marwitz na stranici Prussianmachine.com

(njem.) Georg von der Marwitz na stranici Deutschland14-18.de
| Prethodnik:      | Zapovjednik 2. armije Georg von der Marwitz | Nasljednik:          |
| Max von Gallwitz | Zapovjednik 2. armije Georg von der Marwitz | Adolph von Carlowitz |

| Prethodnik:      | Zapovjednik 5. armije Georg von der Marwitz | Nasljednik: |
| Max von Gallwitz | Zapovjednik 5. armije Georg von der Marwitz | nitko       |